# Armando Gallo
Armando Gallo es un periodista y fotógrafo italiano. Su trabajo de mayor perfil fue un libro sobre la banda británica Genesis, titulado The evolution of a rock band (en castellano: ‘la evolución de una banda de rock’), publicado originalmente en 1978.
El libro es una historia completa de los primeros años de la banda, la cual no había sido cubierta anteriormente por ningún otro biógrafo. La mayor parte de la información biográfica sobre Genesis fue escrita antes de que alcanzaran lo más alto del estrellato (durante los años ochenta).
Dos años después, en 1980, el libro fue vuelto a imprimir con el nombre I know what I like (‘yo sé lo que me gusta’), cuyo título fue tomado de la canción de Genesis del mismo nombre. Esta edición incluía actualizaciones de los casi tres años que transcurrieron desde que se escribiera la primera versión y nunca se encontró ampliamente disponible.
Luego de comienzos de 1990, con Genesis alcanzando la popularidad, el libro permaneció agotado, y no había indicios de que volviera a ser editado. Fanes del grupo tipearon el contenido del texto del libro en un archivo ASCII y estuvo disponible para ser descargado de Internet, pero cuando hubo planes para una nueva edición, estos archivos fueron dados de baja.
Toda la información de los primeros años de Genesis que se encuentra en otras fuentes, normalmente es tomada de este libro (un ejemplo es el nombre completo de cada integrante). Los demás trabajos de Gallo son desconocidos fuera de Italia y probablemente nunca hubiera sido conocido a nivel mundial si no hubiera escrito este libro sobre Genesis.